# TNRC6B
TNRC6B‏ (Trinucleotide repeat containing 6B) هوَ بروتين يُشَفر بواسطة جين TNRC6B في الإنسان.